# Tegenpaus Victor IV (Gregorius)
Victor IV, geboren als Gregorio Conti was tegenpaus van 25 januari tot 29 mei 1138.

## Carrière
Gregorio Conti werd geboren in Ceccano. Hij behoorde tot de 16 kardinalen die in 1111 het door paus Paschalis II van keizer Hendrik V afgedwongen verdrag met betrekking tot de Investituurstrijd bekrachtigden. Later verklaarde hij echter onder dwang gehandeld te hebben en liet hij zich zeer kritisch uit over de wijze waarop de paus gehandeld had. Dit leidde ertoe dat Paschalis hem onthief uit zijn positie van kardinaal (1112). In 1122 gaf paus Calixtus II, die Paschalis inmiddels was opgevolgd, Conti de kardinaalstitel terug.
Toen in 1130 paus Honorius II (de opvolger van Calixtus) overleed en er onduidelijkheid ontstond over zijn opvolging, behoorde Conti tot de kardinalen die de benoeming van Innocentius II ongeldig achtten en Anacletus II steunden.
Anacletus overleed op 25 januari 1138. Nog diezelfde dag werd Conti, met steun van Rogier II van Sicilië, benoemd als zijn opvolger. Conti nam de naam Victor aan (Latijn voor 'overwinnaar'). De politieke steun voor Innocentius II was echter veel groter, waardoor Victors positie snel verzwakte. Na interventie van Bernard van Clairvaux trad Victor op 29 mei 1138 af, slechts enkele maanden na het begin van zijn pontificaat. Het aftreden van Victor was mede het gevolg van Innocentius' toezegging Victor en zijn aanhangers hun ambten te laten behouden (wat voor Victor zou inhouden dat hij opnieuw kardinaal zou worden). Innocentius kwam zijn toezegging echter niet na. Op het Tweede Lateraans Concilie onthief hij Conti en zijn aanhangers uit de ambten die zij bekleedden, hoewel dit hem op kritiek van Bernard van Clairvaux kwam te staan.
Over Conti's verdere leven en zijn dood zijn geen nadere gegevens overgeleverd.

## Referentie
- (de)  Victor IV, lemma in Biographisch-Bibliographisches Kirchenlexikon

Cursief: tegenpaus